# Lijst van beelden in Borger-Odoorn
Dit is een (onvolledige) chronologische lijst van beelden in Borger-Odoorn. Onder een beeld wordt hier verstaan elk driedimensionaal kunstwerk in de openbare ruimte van de Nederlandse gemeente Borger-Odoorn, waarbij beeld wordt gebruikt als verzamelbegrip voor sculpturen, standbeelden, installaties, gedenktekens en overige beeldhouwwerken.
Door de stedenband van Borger-Odoorn met Hořice bezit de gemeente sinds de jaren negentig ook een aantal beelden van Tsjechische beeldhouwers.
Voor een volledig overzicht van de beschikbare afbeeldingen zie: Beelden in Borger-Odoorn op Wikimedia Commons.
| Geplaatst | Omschrijving                                         | Kunstenaar                                               | Straat                                               | Plaats                               | Materiaal                                           | Afbeelding |
| --------- | ---------------------------------------------------- | -------------------------------------------------------- | ---------------------------------------------------- | ------------------------------------ | --------------------------------------------------- | ---------- |
| 19e eeuw  | Monument voor Aaldert Stevens, onderwijzer der jeugd | onbekend                                                 | bij de kerk van Borger                               | Borger                               | steen                                               |            |
| 1876      | Flora                                                | onbekend                                                 | in de gevel van Villa Flora                          | Nieuw-Buinen                         | gietijzer                                           |            |
| 1876(?)   | Tuinbeeld                                            | onbekend                                                 | tuin bij de Villa Flora                              | Nieuw-Buinen                         |                                                     |            |
| 1932      | Hora Siccamabank                                     | onbekend                                                 | in het Drouwenerzand                                 | Drouwen                              | steen                                               |            |
| 1945      | monument                                             | onbekend                                                 | In het bos ten noorden van de Boswachter Meelkerlaan | Odoorn                               | natuursteen                                         |            |
| na 1945   | oorlogsmonument                                      | onbekend                                                 | Kerklaan                                             | Nieuw-Buinen                         | steen                                               |            |
| 1947      | Oorlogsmonument Borger                               | Lidi van Mourik Broekman                                 | Torenlaan                                            | Borger                               | brons en steen                                      |            |
| 1948      | Oorlogsmonument Odoorn                               | Marius Duintjer (ontwerp), Wim van den Hoek (uitvoering) | Boshof                                               | Odoorn                               | brons                                               |            |
| 1959      | Spelende kinderen (gevelplastiek)                    | Wim van den Hoek                                         | Schoolstraat/Gildeweg                                | Valthermond                          |                                                     |            |
| ca. 1960  | Brug met ongelijke leggers                           | Wim van den Hoek                                         | Hoofdstraat (Esdalcollege)                           | Borger                               |                                                     |            |
| 1968      | Geen titel                                           | E.H. van Dulmen Krumpelman                               | De Goorns                                            | Odoorn                               |                                                     |            |
| 1969?     | Zonder titel                                         | Eric Boot                                                | Molenstraat                                          | Borger                               | kunststof                                           |            |
| 1971      | Dominee Harm van Lunzen                              | Mari Andriessen                                          | Boshoflaan                                           | Odoorn                               | brons                                               |            |
| 1974      | Glasblazer                                           | Onno de Ruijter                                          | Verlengde Dwarsdiep                                  | Nieuw-Buinen                         | brons                                               |            |
| 1976      | monument Harm Tiesing                                | Gerrit Santing                                           | Kleine Brinkje                                       | Borger                               | beton                                               |            |
| 1980      | Otie en kleinkind                                    | Gerrit Santing                                           | Brinkje                                              | Odoorn                               | beton                                               |            |
| 1984      | De boerhoorn                                         | Gerrit Santing                                           | Schoolstraat                                         | Exloo                                |                                                     |            |
| 1987      | Zeeuwmeeuw                                           | Jef Depassé                                              | Zeelandstreekje                                      | Drouwenermond                        | natuursteen                                         |            |
| 1988      | Scheeper en zijn hond                                | Gerrit Santing                                           | Zuiderhoofdstraat                                    | Exloo                                | beton                                               |            |
| 1989      | Gebroken lijn                                        | Jan Brouwer ontwerp: Bas Lugthart                        | Drentse Mondenweg                                    | tussen Nieuw-Buinen en 1e Exloërmond | natuursteen                                         |            |
| 1990      | Toekomst scheppen                                    | Anna de Jong                                             | Sluis Zuiderdiep                                     | Valthermond                          | brons                                               |            |
| 1990      | Monument voor Geallieerde Vliegers                   |                                                          | Boswachterij Exloo                                   | Exloo                                | steen                                               |            |
| 1993      | Verbondenheid                                        | Dagmar Štěpánková en Tomas Danilheka                     | Hoofdstraat                                          | Exloo                                | Hořicer zandsteen                                   |            |
| 1994      | Dansers                                              | Roman Richtermoc ontwerp: Dagmar Štěpánková              | Nijkampenweg                                         | Odoorn                               | Hořicer zandsteen                                   |            |
| 1994/1995 | Kop van de Hondsrug                                  | Willem Kind                                              | Langs de N34                                         | Borger                               | staal                                               |            |
| 1995      | Drie zangers                                         | Martin Siroky ontwerp: Dagmar Štěpánková                 | Rotonde                                              | Borger                               | Hořicer zandsteen                                   |            |
| 1995      | Joods monument                                       | onbekend                                                 | Hunebedstraat                                        | Borger                               | natuursteen                                         |            |
| 1995      | Oorlogsmonument                                      | onbekend                                                 | Vrijheidslaan                                        | Valthermond                          | natuursteen                                         |            |
| 1996      | Imponderabilia                                       | Lidy Blaauw                                              | Hoofdstraat                                          | Odoorn                               |                                                     |            |
| 1996      | Geen titel                                           | Willem Kind                                              | Hoofdweg                                             | Klijndijk                            |                                                     |            |
| 1997      | Kringloop van het leven                              | Edith Stoel                                              | Hoofdweg/Slenerweg                                   | Klijndijk                            | staal, glas                                         |            |
| 1997      | Zonnetafel                                           | Joost Barbiers                                           |                                                      | Valthe                               | graniet                                             |            |
| 1997      | De Veengeest                                         | Robert Musil ontwerp: Dagmar Štěpánková                  | Zuiderhoofddiep                                      | Valthermond                          | Hořicer zandsteen                                   |            |
| 1997      | Pax                                                  | Heike Suhre                                              | Kerkhoflaan                                          | 2e Exloërmond                        | natuursteen                                         |            |
| 1999      | De Gewichtheffer                                     | Ton Kalle                                                |                                                      | Bronneger                            | natuursteen                                         |            |
| 1999      | De Modderman                                         | Krien Clevis                                             | Dreef                                                | Valthermond                          | brons                                               |            |
| 1999      | Mental Map                                           | Petra Boshart                                            |                                                      | Exloo                                | baksteen, brons, keramische materialen, natuursteen |            |
| 2000      | Ode aan de zon                                       | Rob Schreefel                                            |                                                      | Odoorn                               | zwerfsteen                                          |            |
| 2000      | Dryhouse                                             | Hans Rikken                                              | Hoofdstraat, t.h.v. Borgheere                        | Borger                               | dolomiet/messing                                    |            |
| 2000      | Jongeren ontmoetingsplaats                           | Jan van der Meij                                         |                                                      | Valthermond                          | cortenstaal                                         |            |
| 2001      | De Schaatser                                         | G. Stevens                                               | Schaapstreek                                         | Odoorn                               |                                                     |            |
| 2002      | Gleichgewicht - Balans                               | Dorsten Diekmann                                         | Hoofdstraat                                          | Borger                               | natuursteen                                         |            |
| 2002      | Kegel met Kei                                        | Rob Schreefel                                            | De Gang                                              | Borger                               | natuursteen                                         |            |
| 2002      | Geen titel (De hand van Kind)                        | Willem Kind                                              | Dorpsstraat                                          | Eesergroen                           | staal                                               |            |
| 2006      | Veenarbeidster                                       | Hartmut Wilkening                                        | Zuiderdiep / Anne de Vriesstraat                     | 2e Exloërmond                        | metaal                                              |            |
| 2007      | Oek                                                  | Yvonne van Oorde                                         | bij Hunebedcentrum                                   | Borger                               | cement                                              |            |
| 2010      | Max Douwes                                           | Lia Krol                                                 |                                                      | Klijndijk                            |                                                     |            |
| 2013      | Kapkar-BB-N24 Beacon Fire Department                 | Frank Havermans                                          | bij brandweerkazerne                                 | Borger                               | staal en hout                                       |            |
| 2016      | buste Hans Heyting                                   | Lia Krol                                                 | Buinerweg                                            | Borger                               | gietijzer                                           |            |
| 2019      | Beeld van een jager in de Mandelanden nabij Borger   | Jan van der Meij                                         | De Mandelanden                                       | Borger                               | cortenstaal                                         |            |
| 2019      | Beeld van een mammoet                                | Jan Willem de Reus                                       | N34/N374                                             | Borger                               |                                                     |            |
| 2024      | Oerossen                                             | Jan van der Meij                                         | Trechterbeker/Westdorperstraat                       | Borger                               | cortenstaal                                         |            |
| 2024      | Graanhalmen/Manden                                   | Jan van der Meij                                         | Draagsteen                                           | Borger                               | cortenstaal                                         |            |
| 2024      | Potscherven/Vlechtwerk                               | Jan van der Meij                                         | Poolse Bevrijderslaan                                | Borger                               | cortenstaal                                         |            |
| 2024      | Zandloper                                            | Jan van der Meij                                         | Poolse Bevrijderslaan                                | Borger                               | cortenstaal                                         |            |
| onbekend  | Diana                                                | onbekend                                                 | Hoofdstraat (villa Borghstede)                       | Borger                               | brons                                               |            |
| onbekend  | Kei                                                  | onbekend                                                 | Rotonde Buinerstraat                                 | Borger                               | natuursteen                                         |            |
| onbekend  | gevelplastiek                                        | onbekend                                                 | Wilhelminalaan (Rehobothschool)                      | Valthermond                          |                                                     |            |